# Leon Wojciech Chrzanowski
Leon Wojciech Ignacy Chrzanowski herbu Korab (ur. 13 grudnia 1828 w Ojcowie, zm. 17 marca 1899 w Szczodrkowicach) – działacz niepodległościowy, emigrant, historyk, publicysta, polityk konserwatywny, poseł do galicyjskiego Sejmu Krajowego i do austriackiej Rady Państwa

## Życiorys
Ukończył gimnazjum w Krakowie, następnie rozpoczął studia prawnicze na Uniwersytecie Jagiellońskim. Po wybuchu powstania krakowskiego w 1846 mając lat osiemnaście służył w kawalerii powstańczej. Po kapitulacji nad Przemszą więziony przez Prusaków w Koźlu. W latach 1846–1852 przebywał  we Francji (Paryż) i Szwajcarii (Zurych). Udzielał się wówczas w życiu polskiej emigracji, nawiązując stosunki m.in. z Sewerynem Goszczyńskim, Adamem Mickiewiczem, Andrzejem Towiańskim, Karolem Różyckim. Uczestniczył w rewolucji lutowej w Paryżu, a następnie wraz ze swoim stryjem gen. Wojciechem Chrzanowskim uczestniczył w wojnie Królestwa Sardynii z cesarstwem austriackim. Po powrocie do Paryża studiował w Szkole Wojskowej i Szkole Sztabu Głównego oraz współpracował ze stryjem nad kartografią wojskową. Równolegle był aktywny jako publicysta ogłaszający swe teksty w językach polskim i francuskim oraz próbował swych sił na polu literatury. W 1850 odbył podróż na Wschód, m.in. przebywał na Krymie - czego efektem były reportaże ogłoszone później w „Wędrowcu” (1890).
W 1852 powrócił do Krakowa, gdzie początkowo wraz z Janem Bętkowskim redagował „Przegląd Naukowy Krakowski”. Od 1853 należał do redakcji „Czasu”, w którym stał się redaktorem działu politycznego gazety. W tym czasie nawiązał stosunki z grupą młodych konserwatystów skupionych wokół Franciszka Trzecieskiego i Leona Skorupki. Jednocześnie utrzymywał ożywiony kontakt z Agatonem Gillerem (Warszawa), Sewerynem Elżanowskim (Paryż) i Adamem Sapiehą (Lwów). Po wybuchu powstania styczniowego mimo początkowych sympatii do "białych" związał się ostatecznie z "czerwonymi". Należał do Komitetu Galicji Zachodniej. Następnie poparł przeciwko mierosławszczykom dyktaturę Mariana Langiewicza. Mimo mocno niezdecydowanej początkowo postawy »Czasu« wobec powstania, nadał temu pismu kierunek wyraźnie powstańczy. Dzięki jego staraniom i reportażom „Czas” i inne krakowskie gazety opublikowały liczne informacje o zmaganiach wojennych. Jego aktywność spowodowała, że został aresztowany przez władze austriackie. W okresie redakcję "Czasu" przejął Kajetan Koźmian. W 1864 był jednym z założycieli gazety „Wiek”, który wskutek procesu prasowego szybko upadł.
W dobie autonomicznej zaangażował się mocno w życie polityczne Galicji. Zasiadał w Radzie Miejskiej Krakowa (1866-1899). Był posłem do Sejmu Krajowego Galicji II kadencji (18 lutego 1867 – 13 listopada 1869), III kadencji (20 sierpnia 1870 – 26 kwietnia 1876), IV kadencji (8 sierpnia 1877 –  21 października 1882), V kadencji (15 września 1883 – 26 stycznia 1889) i VI kadencji (10 października 1889 – 17 lutego 1894). W kadencji II zdobył mandat w kurii I (wielkiej własności) z obwodu wyborczego nr 1 (krakowski), w kadencji III-VI z kurii III (gmin miejskich) z okręgu wyborczego nr 2 (Kraków). W Sejmie należał był posłem tzw. „dzikim”. Jednak jego wszechstronna aktywność zjednała mu opinię mówcy wybitnego i specjalisty od budżetu - którego od 1876 roku był referentem. Spośród innych spraw najbardziej zaangażował się w kwestie konstytucyjne (1867, 1869) i reformę ordynacji wyborczej (od 1871) a także w sprawy szkolnictwa oraz subwencji na rzecz placówek naukowych i kulturalnych (1888-9, 1894). W latach 1888–1890 był członkiem Wydziału Krajowego.
Poseł do austriackiej Rady Państwa II kadencji (20 maja 1867 – 15 września 1869) – wybrany z kurii I (wielkiej własności) zrezygnował na znak protestu wraz z innymi deputowanymi z Galicji wobec nie uwzględniania ich postulatów rozszerzających autonomię kraju. Ponownie był posłem w V kadencji (4 listopada 1873 – 22 maja 1879), VI kadencji (7 października 1879 – 23 kwietnia 1885), VII kadencji (22 września 1885 – 23 stycznia 1891), VIII kadencji (9 kwietnia 1891 – 22 stycznia 1897) i IX kadencji (27 marca 1897 – 17 marca 1899). W kadencji V-VI wybierany w kurii I (wielkiej własności) z okręgu wyborczego nr 1 (Kraków-Chrzanów), w kadencji VII w kurii III (gmin miejskich) z okręgi wyborczego nr 2 (Kraków), w kadencji VIII w kurii I (wielkiej własności) z okręgu nr 20 (Tarnopol-Zbaraż-Skałat-Trembowla) a w kadencji IX w kurii I (wielkiej własności) z okręgu wyborczego nr 7 (Przemyśl-Jarosław). W parlamencie austriackim należał do grupy posłów konserwatywnych (stańczyków) Koła Polskiego w Wiedniu. Był także członkiem Delegacji Wspólnych. W 1885 wysunął projekt europejskiej unii celnej w sprawach indemnizacyjnych, podatkowych i administracyjnych. Kazimierz Chłędowski tak go opisał: Do charakterystycznych figur Koła Polskiego należał poseł krakowski pan Leon Chrzanowski [bratanek] jenerała polskiego z r. 1831 i z tego tytułu zajmujący się zawsze strategią. Chrzanowski pisywał przez długie lata do «Czasu», a artykuły jego łatwo było rozpoznać nawet nie czytając, bo co trzecie słowo było drukowane rozstawnymi czcionkami, pan Leon nie umiał bowiem pisać nie podkreśliwszy ważniejszych wyrazów i frazesów. Pan Leon był starym kawalerem, okropnie się jąkał, ale już w późniejszych latach tak nad sobą pracował, aby się zacinania oduczyć, że czasem udało mu się nawet dość gładko mowę powiedzieć. Jak tylko gdzie wojna wybuchła, Chrzanosio posyłał do «Czasu» swe strategiczne artykuły, czy to chodziło o wojnę wschodnią, czy o jakąś angielską kampanię w Afganistanie. Przepędziwszy swą młodość w Królestwie, mało on rozumiał z austriackich stosunków, pomimo że długie lata posłował i w sejmie i Radzie Państwa. Lubiano go jednak dla wielkiej prawości charakteru; a ponieważ jako teoretyczny wojskowy występował zawsze, mianowicie w delegacjach wspólnych, w kwestiach wojska się tyczących i zawsze w sympatycznym dla armii duchu, więc zyskał sobie nawet sympatię pomiędzy wyższymi oficerami austriackimi.Mówił haniebnie po niemiecku, pomimo że latami mieszkał w Wiedniu, ale to mu nie przeszkadzało popisywać się znajomością niemieckiego języką. Chrzanosio był stańczykiem z krwi i kości, należał do stronnictwa krakowskiego; Poza Krakowem, za młodu Paryżem i rodzinnymi okolicami w Królestwie Polskim (...) nic nie znał, a na wszystko, co nowe, na wszystkie nowe kierunki czy to literackie, czy polityczne, patrzył z ukosa. Gdy raz u Bilińskiego na obiedzie była mowa o sukcesach Sienkiewicza i o Kraszewskim, Chrzanosio bardzo krytykował autora «Ogniem i mieczem», sądził, że zanadto jego talent podnoszą, że naśladuje on tylko «Muszkieterów» Dumasa, a natomiast, że się zanadto poniża talent Kraszewskiego, który jest jednym z największych polskich pisarzy. Chrzanowski sądził, że popularność Sienkiewicza szybko przeminie. Chrzanosio był małą, szczupłą figurką, podskakującą, chodzącą jakby na sprężynach. Chcąc się podwyższyć nosił nadzwyczaj wysokie obcasy u butów, a gdy siwizna nadchodziła, malował sobie wąsy i włosy w niemożliwy sposób, a podobno nawet się różował..
Równolegle do aktywności politycznej prowadził także badania historyczne, których efektem było wydanie m.in. wraz z jego wstępem - Wojciecha Chrzanowskiego Pism Wojskowo-Politycznych, Kraków 1871. Długoletni korespondent „Dziennika Poznańskiego”.
Pochowany w rodzinnej kaplicy grobowej na cmentarzu parafialnym w Smardzowicach.

## Życie prywatne
Urodził się w rodzinie ziemiańskiej, syn właściciela Szczodrkowic Józefa Teodora Chrzanowskiego (18.09.1789 – 9.03.1864) i Elżbiety Johanny z Brzeskich (19.11.1798 – 21.12.1828). Jego przyrodnim bratem z  drugiego małżeństwa ojca z Anielą z Brzeskich (2.08.1807 – 12.04.1891) był ziemianin Henryk Ignacy Chrzanowski (1834-1915). Bratanek generała Wojciecha Chrzanowskiego. Zmarł bezpotomnie.

## Publikacje
- Chwile teraźniejsze i posłannictwo Polski Paryż 1846
- Dźwięki mej duszy Paryż 1847
- Przyszłość, poemat dram., Kraków 1848
- Kilka słów o dzisiejszym obowiązku Sławian, Kraków 1848
- Pogląd na dzieje Sławiańszczyzny, Kraków 1850
- Pułascy – powieść historyczna napisana wspólnie z bratem Stanisławem  (1871)
- Sprawa szkół ludowych i początkowego wychowania w Galicji (1871)
- Przyszłość – poemat (1873)
- Odsiecz Wiednia (1876)